# كينيث جون فروست
كينيث جون فروست (بالإنجليزية: Kenneth John Frost)‏ (و. 1934 – 2013 م) هو عالم فيزياء فلكية، وعالم فلك
توفي عن عمر يناهز 79 عاماً.

## التعليم
تعلم في جامعة روتشستر